# Urosigalphus rufiventris
Urosigalphus rufiventris är en stekelart som först beskrevs av Philippi 1873.  Urosigalphus rufiventris ingår i släktet Urosigalphus och familjen bracksteklar. Inga underarter finns listade i Catalogue of Life.